# Lista siturilor arheologice din județul Bacău - C
Lista siturilor arheologice din județul Bacău - C conține toate siturile arheologice din județul Bacău înscrise în Repertoriul Arheologic Național (RAN) și aflate în localități al căror nume începe cu litera C. RAN este administrat de Ministerul Culturii și Patrimoniului Național și cuprinde date științifice, cartografice, topografice, imagini și planuri, precum și orice alte informații privitoare la zonele cu potențial arheologic, studiate sau nu, încă existente sau dispărute.
Puteți căuta un sit din localitățile care încep cu litera C folosind formularul de mai jos sau puteți naviga prin toate siturile din județ la Lista siturilor arheologice din județul Bacău.
| Cod RAN                                  | Denumire | Localitate                        | Adresă            | Datare                                       | Descoperit | Coordonate | Imagine           | Erori            |
| ---------------------------------------- | --- | --------------------------------- | ----------------- | -------------------------------------------- | ---------- | ---------- | ----------------- | ---------------- |
| 24551.01.01 (Cod LMI: BC-I-m-B-00712)    | Așezarea daco-romană de la Căbești - "Cociuba-Dărmăcușa" / ansamblu anonim (Categorie: locuire civilă) (Tip: Așezare)                | sat Căbești, comuna Podu Turcului | Cociuba-Dărmăcușa | sec. II - III                                |            |            | Încărcați imagine | Raportați eroare |
| 24551.02.01 (Cod LMI: BC-I-m-B-00713)    | Așezarea Noua de la Căbești - "Râpa Bujanii" / ansamblu anonim (Categorie: locuire civilă) (Tip: Așezare)                            | sat Căbești, comuna Podu Turcului | Râpa Bujorii      | Noua                                         |            |            | Încărcați imagine | Raportați eroare |
| 23671.01.01 (Cod LMI: BC-I-m-B-00714.02) | Situl arheologic de la Călinești - "La Biserică" / ansamblu anonim (Categorie: locuire civilă) (Tip: Așezare)                        | sat Călinești, comuna Negri       | La Biserică       | sec. III - IV                                |            |            | Încărcați imagine | Raportați eroare |
| 23671.01.02 (Cod LMI: BC-I-m-B-00714.01) | Situl arheologic de la Călinești - "La Biserică" / ansamblu anonim (Categorie: locuire civilă) (Tip: Așezare)                        | sat Călinești, comuna Negri       | La Biserică       | sec. VIII - X                                |            |            | Încărcați imagine | Raportați eroare |
| 22601.01.01 (Cod LMI: BC-I-s-B-00715)    | Așezarea carpică de la Cârligi - "La Pod la Bulgari" / ansamblu anonim (Categorie: locuire civilă) (Tip: Așezare)                    | sat Cârligi, comuna Filipești     | La Pod la Bulgari | carpică sec. II - III                        |            |            | Încărcați imagine | Raportați eroare |
| 22601.02.01 (Cod LMI: BC-I-s-B-00716)    | Așezarea daco-romană și din epoca migrațiilor de la Cârligi - "La Rădi" / ansamblu anonim (Categorie: locuire civilă) (Tip: Așezare) | sat Cârligi, comuna Filipești     | La Rădi           | sec. II - III                                |            |            | Încărcați imagine | Raportați eroare |
| 22601.02.02 (Cod LMI: BC-I-s-B-00716)    | Așezarea daco-romană și din epoca migrațiilor de la Cârligi - "La Rădi" / ansamblu anonim (Categorie: locuire civilă) (Tip: Așezare) | sat Cârligi, comuna Filipești     | La Rădi           | sec. IV - V                                  |            |            | Încărcați imagine | Raportați eroare |
| 21864.01.01 (Cod LMI: BC-I-s-B-00717)    | Așezarea din epoca bronzului de la Cleja - "Lanul Curții" / ansamblu anonim (Categorie: locuire civilă) (Tip: Așezare)               | sat Cleja, comuna Cleja           | Lanul Curții      |                                              |            |            | Încărcați imagine | Raportați eroare |
| 21908.01.01 (Cod LMI: BC-I-s-B-00718)    | Așezarea Latene de la Colonești - "Salahor-Putini" / ansamblu anonim (Categorie: locuire civilă) (Tip: Așezare)                      | sat Colonești, comuna Colonești   | Sohodol - Putini  | geto-dacică sec. II a. Chr. - sec. I p. Chr. |            |            | Încărcați imagine | Raportați eroare |
| 25503.01.01                              | Situl arheologic de la Șolonț- Slatina Veche / ansamblu anonim (Categorie: locuire) (Tip: Așezare)                                   | sat Cucuieți, comuna Solonț       | Slatina Veche     | Costișa - Komarov                            |            |            | Încărcați imagine | Raportați eroare |
| 25503.01.02                              | Situl arheologic de la Șolonț- Slatina Veche / ansamblu anonim (Categorie: locuire) (Tip: Așezare)                                   | sat Cucuieți, comuna Solonț       | Slatina Veche     | Cucuteni                                     |            |            | Încărcați imagine | Raportați eroare |
| 25503.01.03                              | Situl arheologic de la Șolonț- Slatina Veche / ansamblu anonim (Categorie: locuire) (Tip: Așezare)                                   | sat Cucuieți, comuna Solonț       | Slatina Veche     | Precucuteni                                  |            |            | Încărcați imagine | Raportați eroare |
| 25503.01.04                              | Situl arheologic de la Șolonț- Slatina Veche / ansamblu anonim (Categorie: locuire) (Tip: Așezare)                                   | sat Cucuieți, comuna Solonț       | Slatina Veche     | geto-dacică                                  |            |            | Încărcați imagine | Raportați eroare |